# National Thowheeth Jama’ath
National Thowheeth Jama’ath (kurz NTJ) ist eine radikalislamische Gruppierung im mehrheitlich buddhistischen Sri Lanka. Sie trat das erste Mal im Dezember 2018 öffentlich in Erscheinung, als sie buddhistische Statuen beschädigt haben soll. Der Anführer Abdul Razik wurde bereits mehrfach inhaftiert.
In einem Wildpark fanden Behörden 100 Kilogramm Sprengstoff (Januar 2019). Obwohl keine Tätergruppe öffentlich genannt wurde, verkündete die Behörden die Festnahme von vier radikalisierten Muslimen. Am Ostersonntag, 21. April 2019, gab es mehrere Terroranschläge auf christliche Einrichtungen in Sri Lanka, sowie auf internationale Hotels mit 253 Toten und 485 Verletzten. Verantwortlich sollen Mitglieder der NTJ sein. Behörden gehen von internationaler Vernetzung zu anderen Dschihadorganisationen aus.